# The London Daily News
O London Daily News foi um jornal que circulou em Londres.